# Angela Mao Ying
Angela Mao Ying (chinesisch 茅瑛, Pinyin Máo Yīng, W.-G. Mao Ying, Jyutping Maau4 Jing1; * 20. September 1950 als Mao Fu Ying – 茅復靜 / 茅复静,  Máo Fùjìng,  Mao Fu-ching, Jyutping Maau4 Fuk6zing6 – auf Taiwan) ist eine taiwanische Schauspielerin des Kung-Fu-Kinos der 1970er-Jahre. Sie ist auch unter den Namen Angela Mao und Mao Ying bekannt.
Mao wird von ihren Fans Lady Whirlwind und Lady Kung Fu genannt. Sie trainierte Kung Fu, Hapkido, Taekwondo und andere Kampfkunstdisziplinen, um sich auf ihre Filmrollen vorzubereiten. Für ihren kurzen Auftritt in dem Film Der Mann mit der Todeskralle erhielt sie eine Gage von 100 US-Dollar.
Mao heiratete 1974 Kelly Lai (雷震,  Léi Zhèn,  Lai Chên, Jyutping Leoi4 Zan3, geboren als Hsi Chungchien – 奚重儉 / 奚重俭,  Xī Zhòngjiǎn, Jyutping Hai4 Zung6gim6; 1933–2018) und bekam 1976 eine Tochter. 1982 zog sie sich vom Filmgeschäft zurück, um sich ihrer Familie zu widmen.

## Filmografie (Auswahl)
- 1968: Xue zhan ba da dao
- 1971: Tian long ba jiang
- 1971: Gui nu chuan
- 1972: Tie zhang xuan feng tui
- 1972: He qi dao
- 1973: Ma lu xiao ying xiong
- 1973: Hei lu
- 1973: Der Mann mit der Todeskralle (Enter The Dragon)
- 1973: Tai quan zhen jiu zhou
- 1973: Wu lei hong ding
- 1973: Ying chun ge zhi Fengbo
- 1974: Tie jin gang da po zi yang guan
- 1974: Chuo tou zhuang yuan
- 1974: Der Todestritt der Gelben Katze (Zhong tai quan tan sheng si zhan)
- 1974: Hong Xi Guan Fang Shi Yu Liu A Cai
- 1975: Yan ku shen tan
- 1976: Wu quan
- 1976: Mi zong sheng shou
- 1976: Todeskommando Queensway (E tan qun ying hui)
- 1976: Du ba tian xia
- 1977: Nu ma fei sha
- 1977: Yin xiao yu jian cui yu shi
- 1977: Jue bi tai yang ta
- 1977: Po jie
- 1977: Bo ming
- 1978: Fei yan shuang jiao
- 1978: Wang Yu – Härter als Granit (Ci xiong shuang sha)
- 1978: Lang tzu yi chao
- 1979: Der grösste Schlag der Todeskralle (Da juan tao)
- 1980: Yue ye zhan
- 1980: She xing zui bu
- 1980: Der Gorilla mit der stählernen Klaue (Lie ri kuang feng ye huo)
- 1981: Wang pai da lao qian
- 1982: Ninja, the Violent Sorceror
- 1982: Du wang qian wang qun ying hui
- 1983: Xiao Bi Cong jun fa
- 1987: Xin xi you ji
- 1987: Devil Dynamite
- 1992: Gui niang zi

Quelle: Hong Kong Movie Database